# Wismilak International 2004
Wismilak International 2004 — жіночий тенісний турнір, що проходив на відкритих кортах з твердим покриттям на Балі (Індонезія). Належав до турнірів 3-ї категорії в рамках Туру WTA 2004. Це був десятий за ліком Commonwealth Bank Tennis Classic. Тривав з 13 до 19 вересня 2004 року. Друга сіяна Світлана Кузнецова здобула титул в одиночному розряді й отримала 35 тис. доларів США.

## Фінальна частина

### Одиночний розряд
Світлана Кузнецова —  Марлен Вайнгартнер, 6–1, 6–4
- Для Кузнецової це був 3-й титул в одиночному розряді за сезон і 5-й — за кар'єру.

### Парний розряд
Анастасія Мискіна /  Ай Суґіяма —  Світлана Кузнецова /  Аранча Санчес Вікаріо, 6–3, 7–5